# Riccardo Olavarrieta
Riccardo Olavarrieta, né le 12 avril 1970, est un patineur artistique mexicain qui participe aux Jeux olympiques d'hiver de 1988 et 1992.

## Biographie

### Carrière sportive
Riccardo Olavarrieta représente son pays à un mondial junior (1988 à Brisbane), un championnat des quatre continents (2000 à Osaka), huit mondiaux seniors (1989 à Paris, 1991 à Munich, 1994 à Chiba, 1995 à Birmingham, 1996 à Edmonton, 1997 à Lausanne, 1998 à Minneapolis et 2000 à Nice) et deux Jeux olympiques d'hiver (1988 à Calgary et 1992 à Albertville).
Il est le premier patineur masculin à représenter son pays aux Jeux olympiques d'hiver en 1988 ; Il est également le porte-drapeau de son pays lors de ces Jeux.
Il arrête les compétitions sportives après les mondiaux de 2000.

## Palmarès
| Compétitions principales           | 1988    | 1989    | 1990    | 1991    | 1992    | 1993    | 1994    | 1995    | 1996    | 1997    | 1998    | 1999    | 2000    |  |
| Jeux olympiques d'hiver            | 27e     |         |         |         | 30e     |         |         |         |         |         |         |         |         |  |
| Championnats du monde              |         | A       |         | 33e     |         |         | 37e     | 41e     | 37e     | 41e     | 35e     |         | 47e     |  |
| Championnats des quatre continents |         |         |         |         |         |         |         |         |         |         |         |         | 23e     |  |
| Championnats du Mexique            |         |         |         |         |         |         |         |         |         |         | 1er     | 2e      | 1er     |  |
| Championnats du monde juniors      | 19e     |         |         |         |         |         |         |         |         |         |         |         |         |  |
|                                    |         |         |         |         |         |         |         |         |         |         |         |         |         |  |
| Autre Compétition                  | 1987/88 | 1988/89 | 1989/90 | 1990/91 | 1991/92 | 1992/93 | 1993/94 | 1994/95 | 1995/96 | 1986/97 | 1997/98 | 1998/99 | 1999/00 |  |
| Skate America                      |         | 14e     | 13e     |         |         |         |         |         |         |         |         |         |         |  |
| Légende : A = Abandon              |         |         |         |         |         |         |         |         |         |         |         |         |         |  |